# Chotěbuz
Chotěbuz (in polacco Kocobędz, in tedesco Kotzobendz) è un comune della Repubblica Ceca facente parte del distretto di Karviná, nella regione della Moravia-Slesia.